# 科大駅
科大駅（かだいえき）は、中華人民共和国マカオ特別行政区タイパ島に位置するマカオLRTタイパ線の駅である。

## 歴史
- 2019年12月10日: 開業[1]。

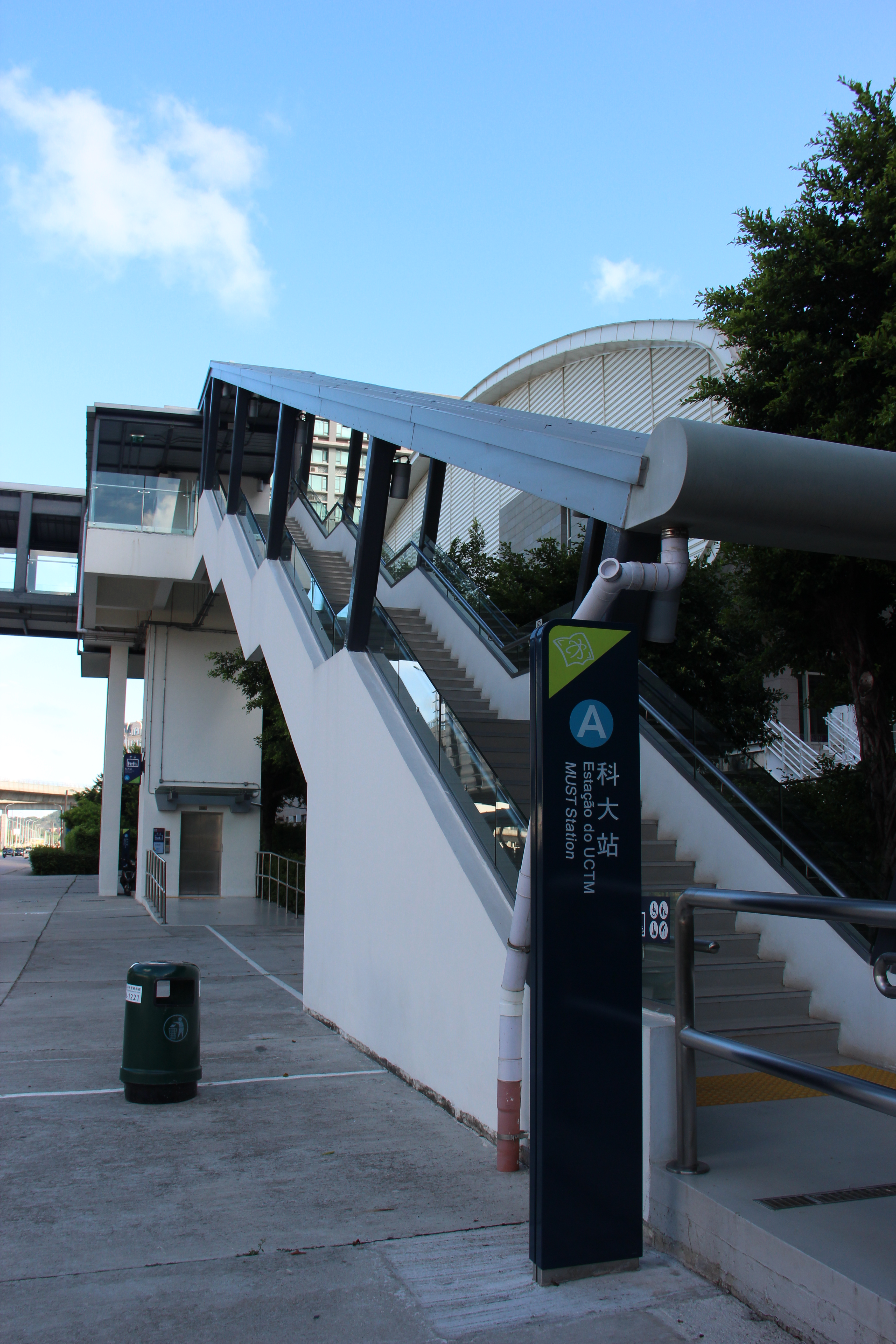
A出入口(2024年7月)

## 隣の駅
マカオLRT
■タイパ線
コタイ東駅 - 科大駅 - 機場駅